# Ioana
Ioana este un prenume feminin care se poate referi la:
- Ioana a Austriei
- Ioana a II-a, Contesă de Burgundia
- Ioana a III-a a Navarrei
- Ioana a Spaniei
- Papesa Ioana
- Arhiducesa Maria Ioana Gabriela a Austriei
- Ioana Badea
- Ioana Bantaș
- Ioana Barbu (actriță)
- Ioana Băsescu
- Ioana Bot
- Ioana Bulcă
- Ioana Căpraru
- Ioana Costa
- Ioana Crăciunescu
- Ioana d'Arc
- Ioana de Blois
- Ioana de Bourbon
- Ioana de Burgundia
- Ioana de Castilia
- Ioana de Dampierre
- Ioana de Flandra
- Ioana de Navara
- Ioana Drăgan
- Ioana Em. Petrescu
- Ioana Geacăr
- Ioana Ginghină
- Ioana I de Navara
- Ioana I de Neapole
- Ioana I, Contesă de Auvergne
- Ioana Joca
- Ioana Maria Vlas
- Ioana Nemeș
- Ioana Nicolaie
- Ioana Olteanu
- Ioana Papuc
- Ioana Pârvulescu
- Ioana Pavelescu
- Ioana Petrescu
- Ioana Postelnicu
- Ioana Radu
- Ioana Raluca Olaru
- Ioana Sava
- Ioana Tudoran
- Ioana Valentina Boitor
- Ioana Vișan
- Ioana Visul Copiilor
- Ioana Vlasiu
- Ioana Zizi Lambrino
- Adina Ioana Vălean
- Ina Ioana Todoran

## Nume de familie
- Nicolae Ioana

## Altele
- Ioana (revistă)